# Ennis (Texas)
Ennis is een plaats (city) in de Amerikaanse staat Texas, en valt bestuurlijk gezien onder Ellis County.

## Demografie
Bij de volkstelling in 2000 werd het aantal inwoners vastgesteld op 16.045.
In 2006 is het aantal inwoners door het United States Census Bureau geschat op 19.086, een stijging van 3041 (19.0%).

## Geografie
Volgens het United States Census Bureau beslaat de plaats een oppervlakte van
47,6 km², waarvan 46,6 km² land en 1,0 km² water.

## Geboren in Ennis (Texas)
- Everett Maxwell (1 januari 1912 - 29 mei 1997), componist, muziekpedagoog, arrangeur en dirigent

## Plaatsen in de nabije omgeving
De onderstaande figuur toont nabijgelegen plaatsen in een straal van 16 km rond Ennis.